# Kolno-Młyn
Kolno-Młyn – osada leśna w Polsce położona w województwie wielkopolskim, w powiecie międzychodzkim, w gminie Międzychód.